# 浦和レッドダイヤモンズ・オフィシャル・マッチデー・プログラム
浦和レッドダイヤモンズ・オフィシャル・マッチデー・プログラム（うらわレッドダイヤモンズ・オフィシャル・マッチデー・プログラム）は、浦和レッズが発行している、Jリーグ・浦和レッドダイヤモンズのホームゲーム時に発行されるマッチデープログラムである。

## 概要

### 仕様
- 定価は300円
- B5判（1992年のみ、B5判の天地を短くした正方形）
- オールカラー48ページ（ACLの試合は32ページ。これはAFCの規定により広告を入れられない為。また、増刊号はこの限りではない）

### 内容
- 監督からのメッセージ（監督によっては、メッセージでなくインタビュー形式になることがある）
- スタメン予想
- 相手クラブ紹介（週刊サッカーマガジンの担当記者による直前コラム。なお、ACLの試合はスポーツジャーナリスト木ノ原旬望よるコラムとなった）
- 試合結果速報
- クラブ情報
- サポーター投稿のページ
- コラム（特に、MDP編集担当の清尾淳が執筆するコラムは多くのサポーターが目を通す）
- プレゼントつきクロスワードパズル

### 増刊号
原則として浦和レッズのホームゲーム時に発行されるものであるが、2002・2003・2004・2011・2013・2016・2023年のナビスコカップ・ルヴァンカップ決勝戦、2005・2006・2015・2018・2021年度の天皇杯決勝戦では、サポーターの要望に応え臨時増刊号と言う形でマッチデープログラムが発行された。浦和レッズのホームゲームではないため、かつては試合会場（主に国立競技場）での販売はなく、試合前日からレッドボルテージ等で販売されていた。しかし、2011年の以降のナビスコカップ・ルヴァンカップ決勝戦及び2018・2021年度の天皇杯決勝戦においては試合会場での販売が行われている。なお。2016年のルヴァンカップ決勝、2018年の天皇杯決勝の会場は本来浦和のホームである埼玉スタジアムであった。
このほか公式戦ではないが、1997年に行われたシャープカップの対マンチェスター・ユナイテッド戦と、2003年の福田正博引退試合および2014年の山田暢久引退試合の際にも臨時増刊号が発行された。この時の価格は、前者が350円、後者が500円であった。2006年12月には初のリーグ優勝を記念して、優勝記念増刊号が発行された。また、2000年から2010年、2014年および2016年は、シーズン開幕前にそのシーズンのチーム紹介のための増刊号が発行されている。この増刊号はレッドボルテージ等で無料配布される。

## 歴史
1992年9月5日、Jリーグ最初の公式戦となったナビスコカップの初戦ジェフユナイテッド市原戦で第1号が発行された。当時はまだ、試合会場で有料の試合プログラムを買うという習慣が少なかったこともあり、全くと言っていいほど売れず、5,000部発行して178部しか売れなかった。リーグ戦が開幕した1993年も1試合に1000部程度売り上げであったが年を追うごとに売り上げは次第に増えていき、現在では1試合10,000部以上売れる事もある。2004年度は年間合計で30万部以上発行されている。ビッグマッチの場合には完売してしまうこともあり、確実に購入するには出来るだけ早めに購入するか、通信販売（ただし送料が別途かかる＋試合当日には到着しない）での購入が望ましい。
2004年シーズンまでは地元の埼玉新聞が編集を行っていたが、2005年から浦和レッズが直接携わり、編集には、埼玉新聞に勤務していた清尾淳が引き続いて担当している。価格は1992年の創刊から2004年シーズンまでは1部300円であったが2005年と2006年は200円に値下げされた。2007年からはページ数が48ページに増えるため再び300円となった。
購入場所は、ホームゲームの試合会場もしくは浦和レッズのオフィシャルショップであるレッドボルテージ（浦和駅西口の駅ビル「アトレ浦和 West Area」内）。2017年9月まではオフィシャルコミュニケーションスペースであったレッズゲート（浦和パルコ内）でも購入する事が出来た。レッドボルテージではバックナンバーの販売も行っている。また過去のMDPを綴じるバインダーも発売されている。
予定されていた試合が悪天候等で中止になった際に既に当初予定の試合のマッチデープログラムが発行されていた場合では、当初予定されていた試合と延期されて改めて組まれた試合、それぞれでマッチデープログラムが発行されるのが原則である。
1997年5月17日の横浜フリューゲルス戦が豪雨のため前半途中で中止になり、7月2日に再試合が行われたが、中止になった試合と再試合両方でそれぞれマッチデープログラムが発行された。以降、マッチデープログラムの号数は浦和の通算ホームゲーム数より1多くなっていた。（Jリーグの試合中止例）
しかし、2014年3月23日の清水エスパルス戦が無観客試合になったことにより、この試合ではマッチデープログラムの発行を行わないことになったため、浦和の通算ホームゲーム数とマッチデープログラムの号数は形式上同一に戻った。
2024年には8月7日の柏レイソル戦が雷雨の影響で試合前に中止となり、8月24日の川崎フロンターレ戦は前半終了後に雷雨の影響で後半については中止となった。両試合とも中止試合と延期試合でそれぞれマッチデープログラムが発行されており、再びマッチデープログラムの号数が浦和の通算ホームゲーム数を上回った。
2020年7月の浦和主催公式戦のマッチデープログラムは、コロナウイルス2019の感染拡大の影響により、無観客もしくは大幅な観客数制限をして開催することに伴い、紙媒体での発行は行われず、公式サイト上でオンライン発行のみとなる。